# Aïn El Hadjar (Saïda)
Pour les articles homonymes, voir Aïn El Hadjar.
Aïn El Hadjar, anciennement Centuria à l'époque romaine, est une commune de la wilaya de Saïda en Algérie.